# Senyoria de Beaumont
La senyoria de Beaumont fou una jurisdicció feudal a Normandia. Es va formar per un senyor normand establert a la zona el segle ix, anomenat Bernat el Normand; al segle x era senyor Torf el Ric, possiblement el seu fill, que fou també senyor d'Hartcourt i de Pont-Audemer. Va originar la línia de comtes de Beaumont (que va passar a Meulan o Meulent el 1081) i la dels senyors d'Harcourt (Eure) .